# Parafia św. Jana Chrzciciela w Tczowie
Parafia św. Jana Chrzciciela – Jedna z 11 parafii dekanatu zwoleńskiego diecezji radomskiej. Parafię prowadzą księża diecezjalni.

## Historia
- Pierwotny kościół drewniany pw. św. Jana Chrzciciela powstał około 1180. Przetrwał on do 1616, kiedy to pożar, spowodowany uderzeniem pioruna, zniszczył kościół. W 1657 (w czasie potopu szwedzkiego) kościół został ograbiony ze wszystkiego i spalony. Mieszkańcy wybudowali wtedy kolejny kościół z cegły. Obecna świątynia, według projektu architekta Józefa Dziekońskiego, zbudowana została w latach 1910–1925 staraniem ks. Marcelego Grajewskiego. Kościół został konsekrowany 15 sierpnia 1931 przez bp. Pawła Kubickiego. Jest budowlą neogotycką, trójnawową, wzniesioną z czerwonej cegły.

## Terytorium
- Do parafii należą: Bartodzieje, Borki, Brzezinki Nowe, Brzezinki Stare, Drożanki, Janów, Józefów, Julianów, Karszówka, Kazimierzów, Lucin, Podgóra, Podzakrzówek, Rawica Nowa, Rawica Stara, Rawica-Kolonia, Rawica-Józefatka, Tczów, Wilczy Ług, Wincentów[1].

## Proboszczowie
- 1936–1954 – ks. Marcin Zarembowicz
- 1954–1956 – ks. Stanisław Bryński
- 1956–1960 – ks. Adam Wąs
- 1960–1969 – ks. Aleksander Szczęsny
- 1970–1975 – ks. Franciszek Matysiak
- 1975–1984 – ks. Tadeusz Morawski
- 1985–1994 – ks. Stanisław Kotkowski
- 1994–1994 – ks. kan. Leopold Łabęcki
- 1995–2010 – ks. kan. Stanisław Pietrucha
- 2010-2024 – ks. kan. Janusz Kępczyński
- 2024 – nadal – ks. Tomasz Kośla